# Нагима Ескалиева
Нагима Хабдуловна Ескалиева (на казахски: Нағима Қабылқызы Есқалиева е поп певица, актриса и телеводеща от Казахстан.
Професор в Академията на изкуствата, заслужила артистка на Казахската ССР (1985), народна артистка на Казахстан, лауреатка на Наградата на Ленинския комсомол в Казахстан (1984).

## Дискография
- 2004 – Наши 3 – Молва
- 2006 – Мой HiT #3 (My HiT #3) – Прости
- 2008 – Мама

## Филмография
- 1982 – Родные степи
- 1983 – Искупи вину
- 2009 – Кайрат-чемпион. Девственник №1

## Награди
- 1979 – Гранд-при на Всесъюзния телевизионен песенен конкурс „С песней по жизни“
- 1984 – Награда на Ленинския комсомол
- 1984 – Златният Орфей